# Sodnomyn Erchembajar
Sodnomyn Erchembajar (mong. Содномын Эрхэмбаяр; ur. 17 lutego 1960 w somonie Bugat w ajmaku gobijsko-ałtajskim) – mongolski judoka i sambista. Olimpijczyk z Seulu 1988, gdzie zajął dwunaste miejsce w wadze półśredniej.
Wicemistrz świata w sambo w 1990 roku.

## Letnie Igrzyska Olimpijskie 1988
| Konkurencja | Eliminacje               | Eliminacje             | Eliminacje               | Eliminacje              | Klas. końcowa |
| Konkurencja | Przeciwnik I             | Przeciwnik II          | Przeciwnik III           | 1/4                     | Miejsce       |
| ----------- | ------------------------ | ---------------------- | ------------------------ | ----------------------- | ------------- |
| 78 kg       | Simione Kuruvoli (FIJ) Z | Carlos Huttich (MEX) Z | Hisham Al-Sharaf (KUW) Z | Torsten Bréchôt (GDR) P | 12.           |